# Allium xiangchengense
Allium xiangchengense — вид рослин з родини амарилісових (Amaryllidaceae); ендемік Китаю.

## Опис
Корені товсті, м'ясисті. Цибулини скупчені, циліндричні, діаметром 0.3–0.4 см; оболонка біла, перетинчаста. Листки від ланцетних до лінійно-ланцетних, коротші від стеблини 1.5–2 см завширшки, серединні жилки чітко виражені, верхівка загострена. Стеблина 23–26 см, циліндрична, вкрита листовими піхвами лише в основі. Зонтик кулястий, нещільний. Оцвітина біла; сегменти ланцетні, 4.5–5 × ≈ 1 мм; верхівка загострена, іноді 2-лопатева. Період цвітіння: серпень.

## Поширення
Ендемік Китаю — західний Сичуань.
Населяє узлісся, тінисті та вологі місця; ≈ 3300 м.